# Госьценцин (Опольське воєводство)
Ґосьценцин (пол. Gościęcin, нім. Kostenthal) — село в Польщі, у гміні Павловички Кендзежинсько-Козельського повіту Опольського воєводства.
Населення — 760 осіб (2011).

## Демографія
Демографічна структура станом на 31 березня 2011 року:
|          | Загалом | Допрацездатний вік | Працездатний вік | Постпрацездатний вік |
| -------- | ------- | ------------------ | ---------------- | -------------------- |
| Чоловіки | 365     | 55                 | 263              | 47                   |
| Жінки    | 395     | 69                 | 216              | 110                  |
| Разом    | 760     | 124                | 479              | 157                  |